# Katastrofa lotu PLL LOT 691
Katastrofa lotu PLL LOT 691 – katastrofa lotnicza, która wydarzyła się 26 marca 1981 roku około godziny 20:40, około dwóch kilometrów od pasa startowego lotniska Słupsk-Redzikowo i około 500 metrów od wsi Wielogłowy. Z relacji ówczesnej prasy wynika, że samolot pasażerski PLL LOT An-24W z 46 pasażerami i 4 członkami załogi na pokładzie przed lądowaniem na lotnisku w Słupsku stracił wysokość, uderzył o ziemię, poderwał się i ponownie uderzył o ziemię, po czym zapalił się.
Komisja badająca wypadek ustaliła, że przyczyną był błąd pilota. W dniu katastrofy panowały złe warunki pogodowe (niska podstawa chmur i zamglenia). Kapitan samolotu, 34-letni Jerzy Rusin, aby widzieć pas startowy, zszedł poniżej pułapu chmur. Wysokość ta była niższa niż minimalna wysokość podejścia. Piloci celowo wyłączyli radiowysokościomierz, który sygnalizował zbyt niską wysokość. W wyniku uskoku powietrza i wywołanego przez to nagłego spadku siły nośnej samolot w niekontrolowany sposób zaczął zniżać się i przyziemił na polu około 2 kilometrów od progu pasa startowego. Po przyziemieniu samolot odbił się. Pomimo tego iż piloci zwiększyli moc silników maszyna nie nabrała odpowiedniej wysokości i zahaczyła o drzewa, po czym spadła około 500 metrów od miejsca pierwszego kontaktu z ziemią.
W wyniku katastrofy śmierć poniósł jeden z pasażerów, a 19 osób było rannych, w tym 4 lub 5 ciężko. Wśród uratowanych był m.in. trener strzeleckiej kadry narodowej Romuald Nowakowski. Na miejsce katastrofy przybyli: I sekretarz Komitetu Wojewódzkiego PZPR Michał Piechocki i wojewoda słupski Czesław Przewoźnik, którzy potem odwiedzili też rannych w szpitalu.
Prokuratura wszczęła śledztwo przeciwko kapitanowi samolotu, zanim jednak postawiono mu zarzuty, kapitan Rusin opuścił kraj lotem do Nowego Jorku.
Katastrofie poświęcony został jeden z odcinków serialu telewizyjnego Nieznane katastrofy zrealizowanego dla Programu 3 TVP S.A. przez Multimedia Bank Sp. z o.o. w 2004 roku.